# 杜幼安
杜幼安（？—548年），京兆杜陵人，南北朝南梁官員。
杜幼安家世從北邊歸南，定居雍州襄陽，祖父杜靈啓是南齊給事中，父親杜懷寶則是南梁的驍猛將軍、梁州刺史。他個性孝順寬厚，勇猛過人，太清年間和兄長杜崱一同歸附梁元帝，元帝任命為雲麾將軍、西荊州刺史，封華容縣侯，食邑一千戶；並下令他與平南將軍王僧辯在長沙討伐河東王蕭譽，平定後又在太清二年（548年）命他帶著一萬名精兵協助左衛將軍徐文盛征討侯景。他在貝磯遇上侯景部將任約，兩軍大戰，杜幼安最後戰勝，斬殺儀同叱羅子通、湘州刺史趙威方等人，將他們的首級送到江陵。官軍大舉進攻，與侯景部下相持，又另外攻下武昌；侯景經過蘆洲上流迫近徐文盛，杜幼安與眾軍攻打，侯景大敗，官軍取得其出船艦。適逢侯景秘密派人襲擊郢州，擒獲刺史蕭方諸，令梁軍人心大亂，徐文盛從漢口逃歸，於是眾軍戰敗、投降侯景，但侯景因為杜幼安反覆無常而殺害他。

## 引用
1. 1 2  《梁書·卷四十六·列傳第四十》：杜崱，京兆杜陵人也。其先自北歸南，居於雍州之襄陽，子孫因家焉。祖靈啓，齊給事中。父懷寶……官至驍猛將軍、梁州刺史。……崱卽懷寶第七子也。……崱兄弟九人，兄嵩、岑、嵸、岌、嶷、巘、岸及弟幼安，並知名當世。……幼安性至孝，寬厚，雄勇過人。太清中，與兄崱同歸世祖，世祖以爲雲麾將軍、西荊州刺史，封華容縣侯，邑一千戶。令與平南將軍王僧辯討河東王譽於長沙，平之。又命率精甲一萬，助左衛將軍徐文盛東討侯景。至貝磯，遇景將任約來逆，遂與戰，大敗之。斬其儀同叱羅子通、湘州刺史趙威方等，傳首江陵。
2. 1 2  《南史·卷六十四·列傳第五十四》：杜崱，京兆杜陵人也。其先自北歸南，居於雍州之襄陽，子孫因家焉，父懷寶……嶷位西荊州刺史……崱，嶷弟也。……崱兄弟九人，兄嵩、岑、嶷、岌、巘、岸及弟嵷、幼安並知名。……幼安性至孝寬厚，雄勇過人，與兄崱同歸元帝，帝以為西荊州刺史，封華容縣侯。與王僧辯討河東王譽于長沙，平之。又令助徐文盛東討侯景，至貝磯，大破景將任約，斬其儀同叱羅子通、湘州刺史趙威方等。
3. ↑  《梁書·卷四十六·列傳第四十》：太清二年……久之，世祖又命護軍將軍尹悅、平東將軍杜幼安、巴州刺史王珣等會之，並受文盛節度。
4. ↑  《梁書·卷四十六·列傳第四十》：乃進軍大舉，因與景相持。別攻武昌，拔之。景渡蘆洲上流以壓文盛等，幼安與衆軍攻之，景大敗，盡獲其舟艦。會景密遣襲陷郢州，執刺史方諸等以歸，人情大駭，徐文盛由漢口遁歸，衆軍大敗，幼安遂降于景。景殺之，以其多反覆故也。
5. ↑  《南史·卷六十四·列傳第五十四》：仍進軍大舉口，別攻拔武昌。景度蘆洲上流以壓文盛，幼安與眾軍大敗之。會景密遣騎襲陷郢州，執刺史方諸，人情大駭，文盛由漢口遁歸，眾軍大敗，幼安降景，景以其多反復，殺之。